# Karl Dietrich Seikel
Karl Dietrich Seikel (* 17. August 1946 in Geisenheim im Rheingau; † 29. März 2023 in Hamburg) war ein deutscher Medienmanager. Er war langjähriger Geschäftsführer der Spiegel-Verlagsgruppe, Vorsitzender des Vorstands des Fachverbands Publikumszeitschriften im Verband Deutscher Zeitschriftenverleger (VDZ), Medienkoordinator der Freien und Hansestadt Hamburg und Kuratoriumsvorsitzender der FAZIT-Stiftung.

## Leben
Er schloss sein Studium der Betriebswirtschaftslehre und Volkswirtschaftslehre an der TU Darmstadt und der Universität Frankfurt am Main als Diplom-Volkswirt ab und war von 1973 bis 1976 als Lehrbeauftragter der Universität Frankfurt am Main sowie stellvertretender Schulleiter der Fachschule für Wirtschaft in Frankfurt am Main tätig. 1977 erfolgte sein Einstieg in die Wirtschaft als Leiter Personal und Zentrale Dienste bei der WIBAU-Maschinenfabrik Hartmann AG.
Ab 1980 arbeitete Seikel für die Spiegel-Verlagsgruppe, wo er zunächst der zentralen Personalabteilung vorstand. Nach der Übernahme mehrerer Führungsfunktionen innerhalb des Spiegel-Verlags wurde Seikel 1991 zum Geschäftsführer des Spiegel-Verlags, der manager magazin Verlagsgesellschaft mbH sowie der Spiegel TV GmbH ernannt. Am 1. Januar 2007 gab er seine geschäftsführenden Tätigkeiten der Spiegel-Verlagsgruppe ab. Seine Nachfolge trat Mario Frank, zuvor Geschäftsführer des Dresdner Druck- und Verlagshauses, an.
Zudem fungierte Seikel von 1995 bis 2008 als Vorstandsvorsitzender des Fachverbands Publikumszeitschriften im Verband Deutscher Zeitschriftenverleger (VDZ). Dort engagierte er sich besonders in den Bereichen Pressefreiheit (Deutscher Presserat) und Tarifpolitik. Von 1996 bis 2011 war Seikel Mitglied des Verwaltungsrats der Schweizer Mediengruppe tamedia.
2011 trat er in den Aufsichtsrat der Frankfurter Allgemeinen Zeitung ein; von 2012 bis 2019 war er Vorsitzender des Gremiums, danach stellvertretender Vorsitzender. In der FAZIT-Stiftung, der Mehrheitseigentümerin der Frankfurter Allgemeinen Zeitung GmbH, war er zunächst stellvertretender Vorsitzender, dann für drei Jahre Vorsitzender des Kuratoriums. Aus beiden Ämtern schied er 2022 nach dem Erreichen der Altersgrenze aus.
Seikel förderte den Aufbau der Hamburg Media School und war in Hamburg als Förderer auch stark im künstlerischen Bereich engagiert. Er war Vorstandsmitglieds des Vereins Neue Kunst in Hamburg, der junge Künstler in Hamburg fördert, und im Aufsichtsrat der Deichtorhallen.
Im Juni 2008 wurde Seikel als neuer Medienkoordinator der Freien und Hansestadt Hamburg vorgestellt. Zu seinen Aufgaben gehörte die Förderung des Medienstandorts Hamburg. Er berichtete direkt an den Ersten Bürgermeister Ole von Beust. Nach dessen Rücktritt im August 2010 schied auch Seikel Ende 2010 als Medienkoordinator aus.
Karl Dietrich Seikel starb am 29. März 2023 im Alter von 76 Jahren in Hamburg.

## Auszeichnungen
Im November 2006 bekam Seikel für sein ehrenamtliches und berufliches Engagement das Bundesverdienstkreuz am Bande verliehen.